# Tamaya (Niger)
Tamaya ist eine Landgemeinde im Departement Abalak in Niger.

## Geographie
Tamaya liegt in der Sahelzone. Die Nachbargemeinden sind Ingall im Nordosten, Bermo im Südosten, Azèye im Süden und Abalak im Westen. Bei den Siedlungen im Gemeindegebiet handelt es sich um 35 Dörfer, 19 Weiler, 29 Lager und 58 Wasserstellen. Der Hauptort der Landgemeinde ist das Dorf Tamaya. Es liegt in der Landschaft Tadrès auf einer Höhe von 462 m.

## Geschichte
Die Landgemeinde Tamaya entstand als Verwaltungseinheit 2002 bei einer landesweiten Verwaltungsreform in einem zuvor gemeindefreien Gebiet.

## Bevölkerung
Bei der Volkszählung 2012 hatte die Landgemeinde 30.956 Einwohner, die in 4390 Haushalten lebten. Bei der Volkszählung 2001 betrug die Einwohnerzahl 9052 in 1742 Haushalten.
Im Hauptort lebten bei der Volkszählung 2012 2763 Einwohner in 407 Haushalten und bei der Volkszählung 2001 2478 Einwohner in 478 Haushalten.
Tamaya ist ein wichtiges Zentrum der hellhäutigen Igdalen, die hier zusammen mit den Nachkommen ihrer ehemaligen, dunkelhäutigen Sklaven leben und den traditionellen Ortschef (chef traditionnel) stellen. Beide Gruppen sprechen die Songhai-Berber-Mischsprache Tagdal als Erstsprache. Die Igdalen gelten den Tuareg als konservative Muslime und Koran-Experten.

## Politik
Der Gemeinderat (conseil municipal) hat 12 gewählte Mitglieder. Mit den Kommunalwahlen 2020 sind die Sitze im Gemeinderat wie folgt verteilt: 11 PNDS-Tarayya und 1 MPR-Jamhuriya.
Jeweils ein traditioneller Ortsvorsteher (chef traditionnel) steht an der Spitze von 18 Dörfern in der Gemeinde, darunter dem Hauptort.

## Wirtschaft und Infrastruktur
Der Süden der Gemeinde liegt noch in der Zone des Agropastoralismus, im Norden herrscht die reine Weidewirtschaft vor. Die Igdalen leben traditionell als nomadische Viehzüchter, die ihre Herden bis nach Ingall treiben, wobei sich inzwischen einige als Kleinhändler und Gärtner niedergelassen haben. In Tamaya gibt es einen Viehmarkt, auf dem die Züchter selbst ihre Tiere verkaufen. Der Markttag ist Sonntag. Gesundheitszentren des Typs Centre de Santé Intégré (CSI) sind im Hauptort und in der Siedlung Abouhaya vorhanden.  Durch Tamaya verläuft die Nationalstraße 25 zwischen den Regionalhauptstädten Agadez und Tahoua.